# Guild Wars Prophecies
Guild Wars Prophecies és la primera campanya de Guild Wars. És una campanya totalment independent, perquè és la primera, i a mesura que es vagin comprant noves expansions s'hi van adjuntant a la perfecció. L'únic que es necessita per tal de poder jugar-hi és haver-la comprada i disposar de connexió a Internet, sense necessitat de pagar cap mena de quotes, perquè el joc és totalment gratis (encara que hi ha packs especials o accessoris que si es volen s'han de pagar). Actualment es troba traduït totalment a molts idiomes: anglès, francès, rus, italià, alemany, xinès, japonès, castellà... Però no hi ha constància de què ArenaNet tingui la intenció de traduir-lo al català.
El joc ens situa al continent de Tyria, el més gran, extens, complet i el més nòrdic, perquè l'expansió de Guild Wars eye Of The North (GWEN), se situa més al nord, però està al mateix continent.
El joc no només dona l'oportunitat de jugar el mode rol modalitat coneguda com a PvE Player versus environment (Jugador contra l'entorn) sinó que també ens ofereix la possibilitat de jugar contra altres jugadors en diferents tipus de batalles en la modalitat PvP Player versus Player (Jugador contra jugador)
La primera campanya Guild Wars: Propechies va ésser llançada el 28 d'abril del 2005. És la més adequada i la millor per als jugadors novells, en ser la primera està creada per a crear un entorn fàcil i entenedor amb el joc. A diferència de les altres dues campanyes completes, Prophecies només compta amb 6 professions per escollir, que són les professions anomenades comunes. Al crear un personatge hem d'escollir quina serà la seva professió primària, aquesta definirà el seu aspecte físic, la seva armadura i habilitats. Durant el desenvolupament del joc en modalitat PvE el jugador podrà triar una segona professió o professió secundària. La professió primària d'un personatge no es podrà canviar mai, al contrari de la segona que es podrà canviar, tot i que totes tres campanyes requereixen haver assolit certs objectius abans de permetre aquest canvi al jugador.
La segona i tercera campanya completa (Guild Wars: Factions i Guild Wars: Nightfall) van anar introduint noves mecàniques de joc i noves professions al ventall de possibilitats tot i que és necessari tenir la campanya corresponent per jugar amb aquestes noves possibilitats.

## Història
La primera campanya es coneixia simplement com Guild Wars, el sobrenom de Prophecies es va afegir posteriorment abans de la sortida de la campanya Guild Wars Factions, per no confondre-les. El nom es va escollir per la trama de la primera campanya que parlava indirectament sobre les profecies del Portador de la Flama que tenia lloc a tyria.

## Característiques
La publicació de Guild Wars Prophecies va tenir les següents característiques:
El continent de Tyria: 
124 ciutats y zones explorables 
25 aventures cooperatives amb dos nivells de recompensa (normal/extra).
205 missions.
Zona tutorial (Ascalon pre-Devastació, també dit Pre-Ascalon) 
6 profesiones comunes 
Guerrer
Guardaboscos 
Hipnotizador 
Monjo
Nigromant 
Elementalista 
Esbirrs per acompanyar-te si no hi ha altres jugadors disponibles.
4 espais per personatges només amb la campanya Prophecies en el compte.
2 espais més addicionals per cada campanya afegida (es poden comprar espais per a personatges addicionals).
455 noves habilitats, incloent 90 habilidats d'elit 
72 tipus d'armadura (18 d'ellas compartides amb Factions) 
Objectes verdes 
9 tipus de mascotes per als Guardaboscos.
8 sales de clan

## Professions
Cada professió té uns atributs, els quals faran que siguin més efectives les seves habilitats. La professió primària ens donarà accés a tots els atributs de la professió corresponent, però la secundària dona accés a tots els atributs de la professió menys l'atribut conegut amb el nom d'únic, que només el tenen aquells personatge que tinguin aquella professió com a primària. En aquesta campanya només n'hi ha sis:
Guerrer
Personatge amb una gran resistència física i força bruta. És un personatge d'atac cos a cos.
Atributs:
- Força (únic): per cada punt augmenta la penetració d'armadura.
- Esgrima: per cada punt augmenta la destresa amb les espases.
- Domini de la destral: per cada punt augmenta la destresa amb les destrals.
- Domini del martell: per cada punt augmenta la destresa amb els martells.
- Tàctica: cada punt millora els crits i actituds.

Guardaboscos
Personatge que utilitza els arcs per aconseguir els seus objectius. Pot anar acompanyat per un animal, el qual l'ajudarà en el seu camí.
- Perícia (únic): cada punt redueix el cost d'energia de les trampes, preparacions i atacs amb l'arc.
- Domini de les bèsties: cada punt millora l'atac i les habilitats relacionades amb la mascota del guardabosc.
- Punteria: cada punt augmenta el mal que es realitza amb l'arc.
- Supervivència en la naturalesa: cada punt millora les actituds, preparacions i trampes.

Monjo
Personatge la missió principal del qual habitualment és evitar que els altres jugadors de l'equip morin, tot i que també podem trobar monges d'atac, que habitualment ajuden ofensivament a l'equip amb encantaments o ataquen directament (aquests últims molt més infreqüents).
- Favor diví (únic): cada punt proporciona una extra de curació dels conjurs de qualsevol categoria. També millora l'efecte de les habilitats relacionades amb el favor diví.
- Pregàries curatives: cada punt augmenta l'eficàcia i duració dels conjurs relacionats amb les pregàries curatives.
- Pregàries d'atac: cada punt augmenta l'efectivitat de les habilitats d'atac.
- Pregàries de protecció: cada punt augmenta l'eficàcia i duració de les habilitats relacionades amb les pregàries de protecció.

Elementalista
Personatge que domina els quatre elements bàsica per aconseguir els seus propòsits.
- Emmagatzematge d'energia (únic): augmenta el nivell màxim d'energia.
- Màgia del foc: cada punt augmenta l'efectivitat dels conjurs relacionats amb el foc.
- Màgia de l'aigua: cada punt augmenta l'efectivitat dels conjurs relacionats amb l'aigua.
- Màgia de terra: cada punt augmenta l'efectivitat dels conjurs relacionats amb la terra.
- Màgia de l'aire: cada punt augmenta l'efectivitat dels conjurs relacionats amb l'aire.

Hipnotitzador
Personatge que domina les arts il·lusòries i la manipulació de la ment del contrincant.
- Llançament ràpid de conjurs (únic): com el seu nom indica augmenta la velocitat de llançament de conjurs.
- Dominació: cada punt augmenta la duració i eficàcia dels conjurs de dominació.
- Il·lusió: cada punt augmenta la duració i eficàcia dels conjurs d'il·lusió.
- Inspiració: cada punt augmenta la duració i eficàcia dels conjurs d'inspiració.

Nigromant
Personatge que controla les arts obscures i la manipulació dels morts.
- Collita d'ànimes (únic): proporciona energia per cada mort pròxim.
- Malediccions: cada punt augmenta la duració i l'eficàcia de les habilitats relacionades amb les malediccions.
- Màgia de la sang: cada punt augmenta la duració i l'eficàcia de les habilitats amb la màgia de la sang.
- Màgia de la mort: cada punt augmenta la duració i l'eficàcia de les habilitats amb la màgia de la mort.